# Museo del Mar y de la Sal
El Museo del Mar y de la Sal de Torrevieja (Provincia de Alicante, Comunidad Valenciana, España) es un museo fundamentalmente etnológico dedicado a Torrevieja y a su esencia marinera y salinera que fue inaugurado en 1995. Su emplazamiento actual es provisional.

## Descripción

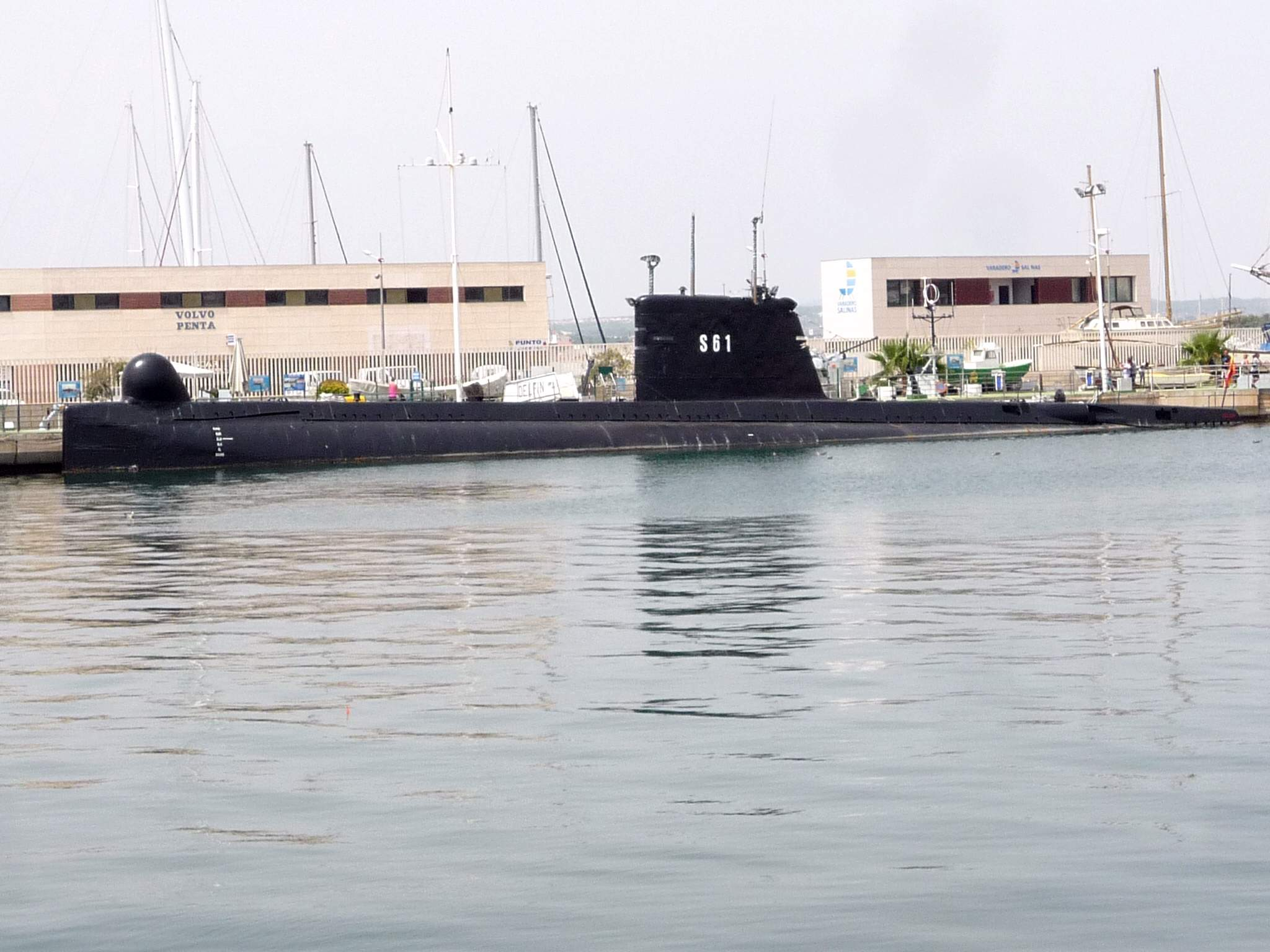
El submarino Delfín (S-61), conservado como buque museo en Torrevieja (Alicante) forma parte de este museo.

Cuenta con secciones dedicadas a: arqueología submarina, las salinas, pesca artesanal, navegación de cabotaje, velería, carpintería de ribera, armada española, artesanía salinera y taller del museo.
Se exponen desde las piezas arqueológicas encontradas en el litoral a las secciones etnológicas en las que se explican e ilustran diversas tareas del mar y de la sal y su evolución a lo largo del tiempo.

### Buques museo
Hay algunos buques museo atracados en el puerto como museos flotantes que se pueden visitar como el submarino S-61 Delfín (1973-2003), el patrullero del Servicio de Vigilancia Aduanera (SVA) Albatros III (1972-2005) o el pailebote Pascual Flores (una reconstrucción de la embarcación original que usaban los marineros de Torrevieja para comerciar con la sal).